# Вальтер фон Бергманн
Вальтер Фрідріх Адольф Бергманн, з 1887 року — фон Бергманн (нім. Walter Friedrich Adolf von Bergmann; 10 квітня 1864, Магдебург — 7 березня 1950, Берлін) — німецький воєначальник, генерал піхоти рейхсверу. Кавалер ордена Pour le Mérite.

## Біографія
Вальтер Бергманн вступив до Прусської армії в 1882 році, служив в різних військових частинах. З 1891 року викладав протягом трьох років в Прусській військовій академії, після чого служив в Генеральному штабі в Берліні. З травня 1902 по листопад 1904 року служив в штабі 30-ї піхотної дивізії, після чого служив штабним офіцером в штабі XVI корпусу. На початку 1906 року знову служив в Генеральному штабі, після чого став командиром батальйону в 19-му піхотному полку. У листопаді 1910 року став начальником штабу XV корпусу, розташованого в Страсбурзі. В липні 1913 року очолив 31-й піхотний полк, на чолі якого зустрів початок Першої світової війни.
На початку Першої світової війни Бергман став заступником начальника штабу 1-ї армії під командуванням Александера фон Клюка. На цій посаді він взяв участь у вторгненні в Бельгію і прикордонних боях, а також в Першій битві на Марні. В травні 1915 року став начальником штабу III корпусу під командуванням Евальда фон Лохова, з яким він брав участь в боях під Аррасом і Ла-Бассі.
У листопаді 1915 року призначений начальником штабу 12-ї армії, займав цю посаду до жовтня 1916 року, після чого став начальником штабу 8-ї армії. У листопаді 1916 року став начальником штабу окупаційних сил в Румунії, займав цю посаду до лютого 1917 року, коли йому було доручено командування 113-ю піхотною дивізією, яка займала позиції в Ельзасі.
У вересні 1918 року Бергманн очолив LXVI. корпус, яким командував до кінця війни.
Після закінчення Першої світової війни Бергман деякий час перебував в резерві, а в січні 1919 року він став командиром 13-ї піхотної дивізії, якою він командував менше місяця, оскільки в лютому він отримав командування корпусом, названого його ім'ям. У жовтні 1919 року став командувачем 5-м військовим округом, після чого в квітні 1920 року прийняв командування 1-м військовим округом.
Бергман вийшов на пенсію 21 грудня 1922 року.

## Звання
- Фенріх (15 квітня 1882)
- Другий лейтенант (16 жовтня 1882)
- Перший лейтенант (22 березня 1891)
- Гауптман (19 березня 1896)
- Майор (12 вересня 1902)
- Оберст-лейтенант (22 травня 1909)
- Оберст (22 квітня 1912)
- Генерал-майор (24 грудня 1914)
- Генерал-лейтенант (15 липня 1918)
- Генерал піхоти (18 грудня 1920)

## Нагороди
- Орден Червоного орла
  - 4-го класу
  - 3-го класу з бантом і короною
  - 2-го класу з мечами і дубовим листям
- Орден Корони (Пруссія)
  - 4-го класу
  - 3-го класу
  - 2-го класу з мечами і зіркою
- Столітня медаль (1897)
- Хрест «За вислугу років» (Пруссія) (1907)
- Залізний хрест 2-го і 1-го класу
- Орден «За заслуги» (Баварія) 2-го класу
- Орден Альберта (Саксонія), командорський хрест 1-го класу з мечами
- Орден Фрідріха (Вюртемберг), командорський хрест 2-го класу з мечами
- Орден Церінгенського лева, командорський хрест 2-го класу з мечами
- Ганзейський Хрест (Гамбург)
- Хрест «За військові заслуги» (Мекленбург-Шверін) 2-го класу
- Хрест «За заслуги у війні» (Мекленбург-Стреліц) 2-го класу
- Орден дому Саксен-Ернестіне, лицарський хрест 2-го класу з мечами
- Почесний хрест (Ройсс) 1-го класу з мечами
- Орден Франца Йосифа, командорський хрест
- Військова медаль (Османська імперія)
- Pour le Mérite (8 травня 1918)
- Нагрудний знак «За поранення» в чорному
- Почесний хрест ветерана війни з мечами